# Gewehr 43
Gewehr 43 (G 43 и Karabiner 43, K 43) — германская 7,92-мм самозарядная винтовка времён Второй мировой войны под патрон 7,92×57 мм, и являющаяся модификацией более ранней винтовки Gewehr 41 с изменённой газоотводной системой, схожей с таковой у советской винтовки СВТ-40. Gewehr 43 была разработана в 1943 году, а в 1944 году была переименована в Karabiner 43 (K43).

## История
До начала Второй мировой войны Вермахт проявлял минимальный интерес к самозарядным винтовкам, поскольку тактика немецкой пехоты строилась вокруг единых пулемётов, поддерживаемых пехотинцами с обычными магазинными винтовками Маузера K98k. Лишь вступление Германии в мировую войну подтолкнуло Вермахт к самозарядному оружию, и в 1941 году в войска поступили первые небольшие партии самозарядных винтовок, созданных фирмами Mauser Werke и Carl Walther Waffenfabrik. Винтовки эти получили обозначения G41(M) и G41(W) соответственно. Обе эти винтовки имели малоудачную газоотводную автоматику с отбором пороховых газов из надульника, в районе дульного среза ствола. Тем не менее, винтовка фирмы «Вальтер» показала себя несколько более перспективной, и потому в 1943 году она была модифицирована — неудачную газоотводную систему немецкой разработки сменила гораздо более удачная система, позаимствованная у советской винтовки Токарева СВТ-40.
Получившаяся винтовка получила обозначение Gewehr 43 (краткие обозначения Gew.43 или G43), а в 1944 году она была переименована в карабин K 43 (Karabiner 43), без изменения конструкции. Производство G43 / K43 продолжалось вплоть до конца войны в довольно существенных количествах (всего выпущено около 403 000 шт.). При этом винтовки имели самую простую отделку, в их конструкции широко использовались литьё и штамповка, наружная поверхность многих деталей имела весьма грубую обработку и покрытие. На базе К43 был создан целый ряд экспериментальных разработок, включающих автоматическую винтовку, имеющую возможность стрельбы очередями, а также вариант под патрон 7,9 mm Kurz, использовавший 30-патронные магазины от Stg.44, но в серии эти варианты не выпускались. По окончании войны производство винтовок К43 не возобновлялось, но некоторое их количество использовалось в ранний послевоенный период чехословацкой армией в качестве снайперского оружия. 
Кроме этого, боеспособные образцы долгое время состояли на вооружении армий Югославии, Израиля и Франции, а также поставлялись из США в Южный Вьетнам в рамках военной помощи.
История применения G 43 продолжается и в наши дни: в частности, эти винтовки являются достаточно популярным спортивным и охотничьим оружием, и встречаются в локальных боевых действиях, в основном, в виде снайперского оружия по сей день.

## Описание устройства
Винтовка G43 / K43 — самозарядное оружие, построенное на основе газоотводной системы автоматики. Газовый поршень с коротким рабочим ходом расположен над стволом. Запирание ствола осуществляется разведением в стороны двух боевых личинок, находящихся в теле затвора. Предохранитель расположен на тыльной части ствольной коробки, над шейкой ложи. Питание патронами осуществляется из отъемных коробчатых магазинов на 10 патронов. Магазины также могут снаряжаться прямо на оружии при помощи стандартных маузеровских обойм на 5 патронов (для снаряжения магазина нужно 2 обоймы). Снаряжение из обойм производится при открытом затворе, через верхнее окно в ствольной коробке. Крепления штыка не предусматривалось. Прицел открытый, кроме того имеются направляющие для установки кронштейна оптического прицела.
Снайперский вариант винтовки G43 с оптическим прицелом ZF4 проходил испытания в Дёбритце в октябре 1943 г. вместе с MP43/1. Снайперский вариант получил обозначение K41 mit Gw ZF 4-fach, и в качестве снайперского оружия он значительно превосходил MP43 с оптическим прицелом, но серьёзно уступал штатному Kar.98k. Вплоть до конца войны германские конструкторы работали над совершенствованием винтовки, но добились лишь весьма ограниченных успехов. Не более 10 % изготовленных винтовок G43 получили оптические прицелы.